# Opiumssmugleren
Opiumssmugleren er en amerikansk stumfilm fra 1921 af Emmett J. Flynn.

## Medvirkende
- John Gilbert som William Fielding / David Field
- Michael D. Moore som David
- Frankie Lee
- George Siegmann som Foo Chang
- William V. Mong som Li Clung
- George Nichols som Jonathan Fielding
- Anna May Wong som Lotus Blossom